# Paix de Cavour

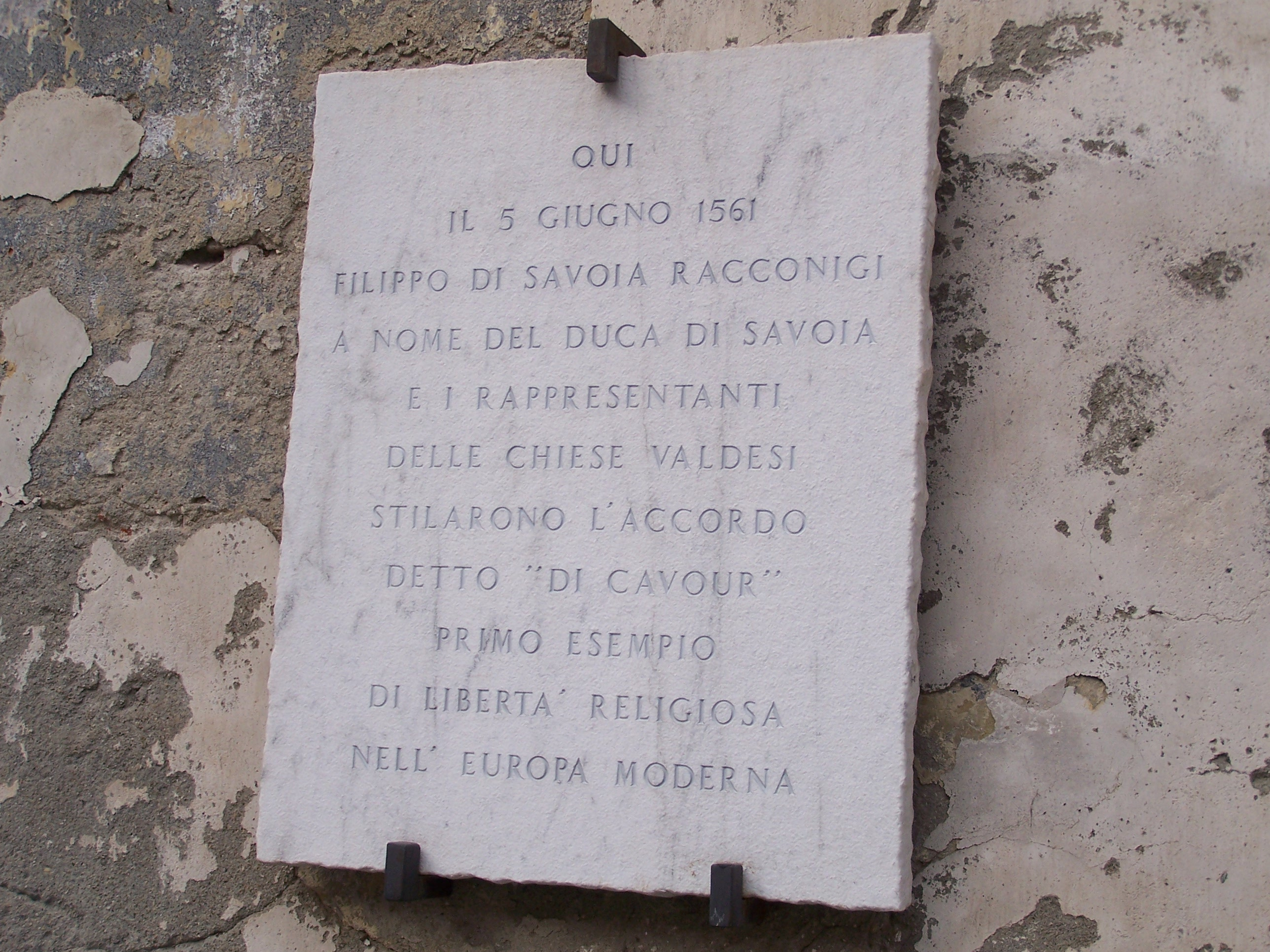
Plaque commémorative à Cavour

La paix de Cavour est un accord de paix, signé à Cavour, le 5 juin 1561, entre  le prince de Savoie-Racconis, représentant le duc Emmanuel-Philibert de Savoie, et les représentants des communautés vaudoises, 
Cet accord de paix est intervenu grâce à l'influence bienveillante de l'épouse du duc de Savoie, Marguerite de France (1523-1574), belle-sœur de la reine de France, Catherine de Médicis. Il mit fin à trente ans de persécutions et de résistance des Vaudois. 
Il reconnaissait aux Vaudois l'exercice libre et public de leur religion dans certaines localités des Vallées vaudoises, et fut l'une des premières reconnaissances officielles du droit à la tolérance religieuse par un État européen.

## Les signataires
Pour le duc de Savoie Emmanuel-Philibert  :
- Le prince Philippe de Savoie-Racconis, vicaire ducal.

Pour les communautés des Vallées vaudoises :
- Giorgio Monasterio, syndic d'Angrogna.
- Costanzo di Alestini dit Rimbaldo, syndic de Villar.
- Pirone Ardimio, représentant de la communauté de Bobbio.
- Michele Raimondetto, représentant de la communauté de Tagliaret.
- Giovanni Malanotte, représentant de particuliers de Saint Jean.
- Pietro Pascale, représentant de la communauté du Val Saint Martin.
- Tomaso Romano, représentant de la communauté de Saint Germain et du Val Pérouse.
- Francesco Valla, pasteur de Villar.
- Claudio Bergio, pasteur de Tagliaret.

## Les droits concédés
- le droit de pratiquer leur religion, sous forme de prêches et d'assemblées, et dans ses autres fonctions dans les lieux suivants :

1. Angrogna.
2. Bobbio Pellice
3. Villar Pellice
4. Valguichart
5. Rora
6. Rodoret
7. Marcille
8. Maneglian
9. Salsà
10. Tagliaret et Bonet pour La Tour
11. Podio pour Perosa
12. Grandobion pour Pinacchia
13. Dormigliosi pour San Germano
14. Godini pour Roccapiata.

- Le droit pour les habitants du Val Saint Martin, du Val Luserne, de Meane, de Roccapiatta et de San Bartolomeo, de résider et de commercer sur le territoire des seigneuries du duc de Savoie, sans être inquiétés, mais à condition de ne pas y pratiquer leur religion. Les ministres (ou pasteurs) ne bénéficiaient pas de cette disposition.

## Conséquences
La paix de Cavour fut à la fois un succès et un échec. Elle reconnaissait l'existence d'une minorité réformée en Piémont mais l'enfermait dans des limites géographiques qui risquaient d'en faire un ghetto. Chacune des deux parties se réservait néanmoins l'opportunité de l'interpréter à sa manière. Le duc de Savoie nomma Sebastiano Grazioli de Castrocarro, gouverneur de Torre Pellice qui occupa ce poste de 1561 à 1582, et qui s'y comporta comme un tyran local. Les Vaudois, de leur côté, réagirent en intensifiant la prédication. Le village de Pramol fut converti en 1572 par François Garin de Dronero et six temples apparurent en quelques décennies hors des limites spécifiées par la paix de Cavour. Et lorsque l'on prétendit les raser, les Vaudois parvinrent à les défendre avec succès. 
Prêches, Disputes publiques et polémiques se poursuivirent, notamment lorsque les jésuites qui avaient pris la relève des capucins entreprirent avec le support de la force publique, une mission de conversion des habitants des Vallées vaudoises au catholicisme, de 1596 à 1619, jusqu'à ce que la peste de 1630 ne change la donne. Celle-ci décima la population des Vallées vaudoises et surtout le collège des pasteurs dont deux seulement survécurent. La population était après la peste, le tiers de ce qu'elle était avant et les vaudois durent demander des pasteurs à l'église de Genève afin d'assurer l'administration des sacrements. Ceux-ci prêchaient en français, et cette langue devint pour deux siècles la langue officielle de l'Église évangélique vaudoise, et ceci réduisit l'impact de la prédication, en Piémont, dont les habitants parlaient l'occitan ou le piémontais.